# Artenay
Artenay é uma comuna francesa na região administrativa do Centro, no departamento Loiret. Estende-se por uma área de 20,49 km². Em 2010 a comuna tinha 1 950 habitantes (densidade: 95,2 hab./km²).